# Polittico di Torre Boldone
(Giacomo Carrara 1768)
Il polittico di Torre Boldone è un dipinto a tempera tavola di Bartolomeo Vivarini realizzato nel 1491 per l'antica chiesa di San Martino di Torre Boldone e conservato nella pinacoteca dell'Accademia Carrara.

## Storia
Il dipinto fu uno dei lavori eseguiti del pittore muranese, quando staccatosi dal fratello Antonio di una decina d'anni più anziano, e diventando indipendente, accettò commissioni ritenute periferiche, anche in terra bergamasca, che era territorio veneziano, pur essendone geograficamente lontana, si ricordi la realizzazione anche del polittico di Scanzorosciate. Questo dipinto è uno degli ultimi lavori realizzati dall'artista e gli venne commissionato per l'antica chiesa di San Martino di Torre Boldone.
La piccola chiesa dedicata al santo di Tours, era la vecchia parrocchiale, poi demolita e ricostruita come piccola cappella detta chiesa dei mortini di San Martino Vecchio per la sua vicinanza al cimitero, con la costruzione della nuova parrocchiale nel XVIII secolo. 
La chiesa, di piccole proporzioni era però ricca di dipinti, quello che sicuramente era di maggior pregio era il trittico di Bartolomeo Vivarini detto anche trittico di Torre Boldone. Se molte opere furono poi allocate nella nuova chiesa, il dipinto del Vivarini fu invece venduto a Giacomo Carrara, divenendo parte del Fondo Carrara e patrimonio museale.

## Descrizione
Il dipinto è composto da tre pannelli. In quello di sinistra vi è l'effige di san Giovanni Battista (115x36,7) avvolto in un mantello rosa brillante, panneggiato elaboratamente ad avvolgere il santo più volte, fino a cadere a terra; il "precursore" regge un cartiglio, e indica con la sinistra il piccolo agnello che regge nell'altra mano, simbolo dell'Agnello sacrificale.
Il pannello di destra raffigura san Sebastiano nella classica raffigurazione del martirio, legato a un tronco e trafitto dalle frecce, ed è raffigurato in una  ricerca di perfezione anatomica del soggetto.
La tavola (118x54) al centro rappresenta san Martino di Tours nell'atto, che lo ha reso popolare, di dividere il mantello da soldato che indossa e di avvolgere il mendicante. Nella parte bassa vi è un ampio cartiglio con la firma dell'artista: «OPUS. FACTUM: VENETIIS / PER. BARTHOLOMEUM. VIVA / RINUM. DE. MURIANO. 1. 491». Immediatamente sopra il cartiglio vi è un cardellino, apparentemente estraneo nell'arido paesaggio, ma, elevato a simbolo della Passione di Cristo, regge tra le zampe il rametto della corona di spine che gli ha tinto di rosso il capo.
Nelle tre tavole il Vivarini pone la massima attenzione alla fisiognomica dei soggetti, inventandosi una raffigurazione elegante ma anche austera. I personaggi sono posti in un ambiente sobrio, quasi desertico. Il santo ha già avvolto il mendicante con la metà del suo mantello di un rosso acceso, prima di dividerlo; il colore rosso vivo, unico nel polittico e vibrante al centro della tavola, sta a indicare il calore che doveva nascere dal manto e dall'amore chiuso in quel gesto. Il cavallo assume un ruolo da protagonisti del dipinto: il Vivarini lo ha reso, oltre che molto plastico, retorico, accondiscendente nello scalpitare plaudente alla scelta del santo.